# День Героїв
День Героїв, або Свято Героїв — щорічне свято в Україні, встановлене на честь українських вояків  — борців за самостійну соборну Українську державу, передусім лицарів Київської Русі (правильно: «княжої доби Руси-України»), козаків Гетьманської Доби, гайдамаків, опришків, січових стрільців, вояків Армії УНР, УГА, ОУН, УПА, а також героїв Небесної Сотні та сучасної національно-визвольної московсько-української війни.
День Героїв — це день пам'яті усіх русинів-українців, що присвятили своє життя боротьбі за свободу та незалежність Української держави, це свято величі духу українських вояків та воячок — борців за самостійну соборну Українську державу і є символом незборимості української нації.
У сучасному вигляді відзначається 23 травня, але святкові та пам'ятні заходи відбуваються впродовж усього тижня, на який припадає свято. Для зручності та якомога більшої участі масові заходи відбуваються, зокрема, у п'ятницю, суботу та неділю, що настає після свята. Львівська обласна рада ухвалила рішення про святкування у четверту неділю травня.

## Історія
У 1941 році Другий Великий Збір Організації Українських Націоналістів постановив щороку 23 травня святкувати День Героїв. Свято було присвячене до сумного дня 23 травня 1938 року, коли у Роттердамі було вбито Євгена Коновальця. Було також обумовлено, що саме у травні пішли з життя «кращі сини України XX століття»: Микола Міхновський, Симон Петлюра та Євген Коновалець. У дописі «Малі друзі», ч. 6, 1941., бліхнарчики з Лемківщини зазначають, що «… по святі Шевченка, на Зелені свята, ми святкували Свято Поляглих Борців».
До здобуття Україною незалежності свято святкувалося підпільно, з проголошенням незалежності у 1992 році почало набувати розголосу.
Від 2014 року свято потроху починає визнаватися державними та самоврядними органами, відбуваються культурно-масові заходи, організовані владою.
Після початку неоголошеної московсько-української війни у 2014 році у цей день вшановують пам'ять про полеглих у ній захисників та захисниць України.
Станом на 2019 рік не є офіційним державним святом, але щоразу більше відзначається органами місцевої влади.
День Героїв широко святкується, зокрема, на Галичині, де до нього присвячуються офіційні урочистості. З 2014 року відбулось значне поширення святкування у центральні та східні регіони України. 
У столиці України місті Києві цього дня звершується панахида та відбувається покладання квітів біля меморіального знаку Героям Небесної Сотні, урочисто вшановують полеглих борців за Незалежність України біля Стіни пам’яті Свято-Михайлівського собору. У заходах вже традиційно беруть участь родини Героїв Небесної Сотні, родини полеглих українських захисників та захисниць у теперішній національно-визвольній московсько-українській війні, учасники цих бойових дій, учасники Революції Гідності, небайдужі містяни.
Національно-патріотичні організації домагаються встановлення Дня Героїв офіційним державним святом.

## Святкування Дня Героїв у Львові 22 травня 2011 року

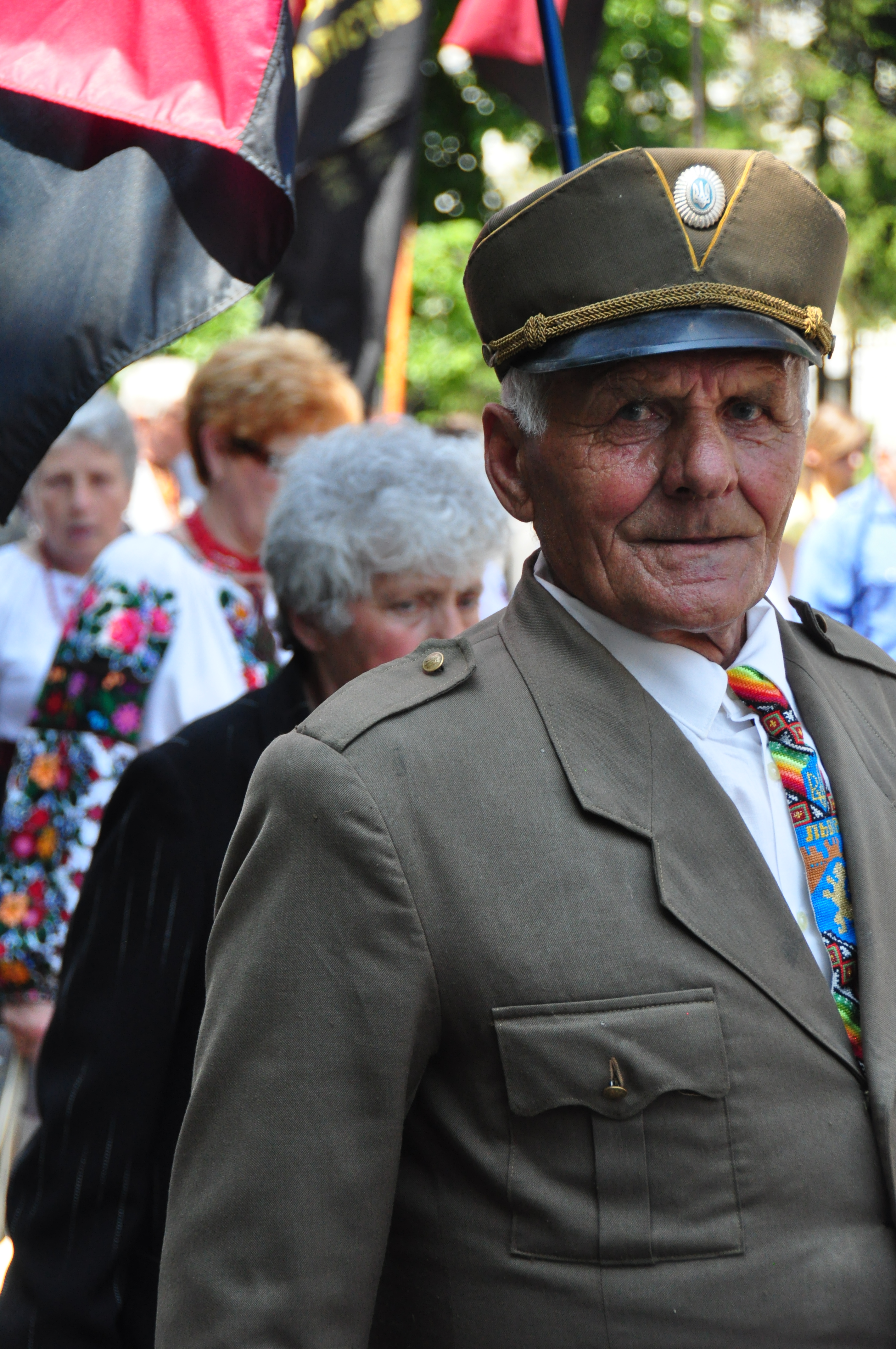
Ветеран УПА
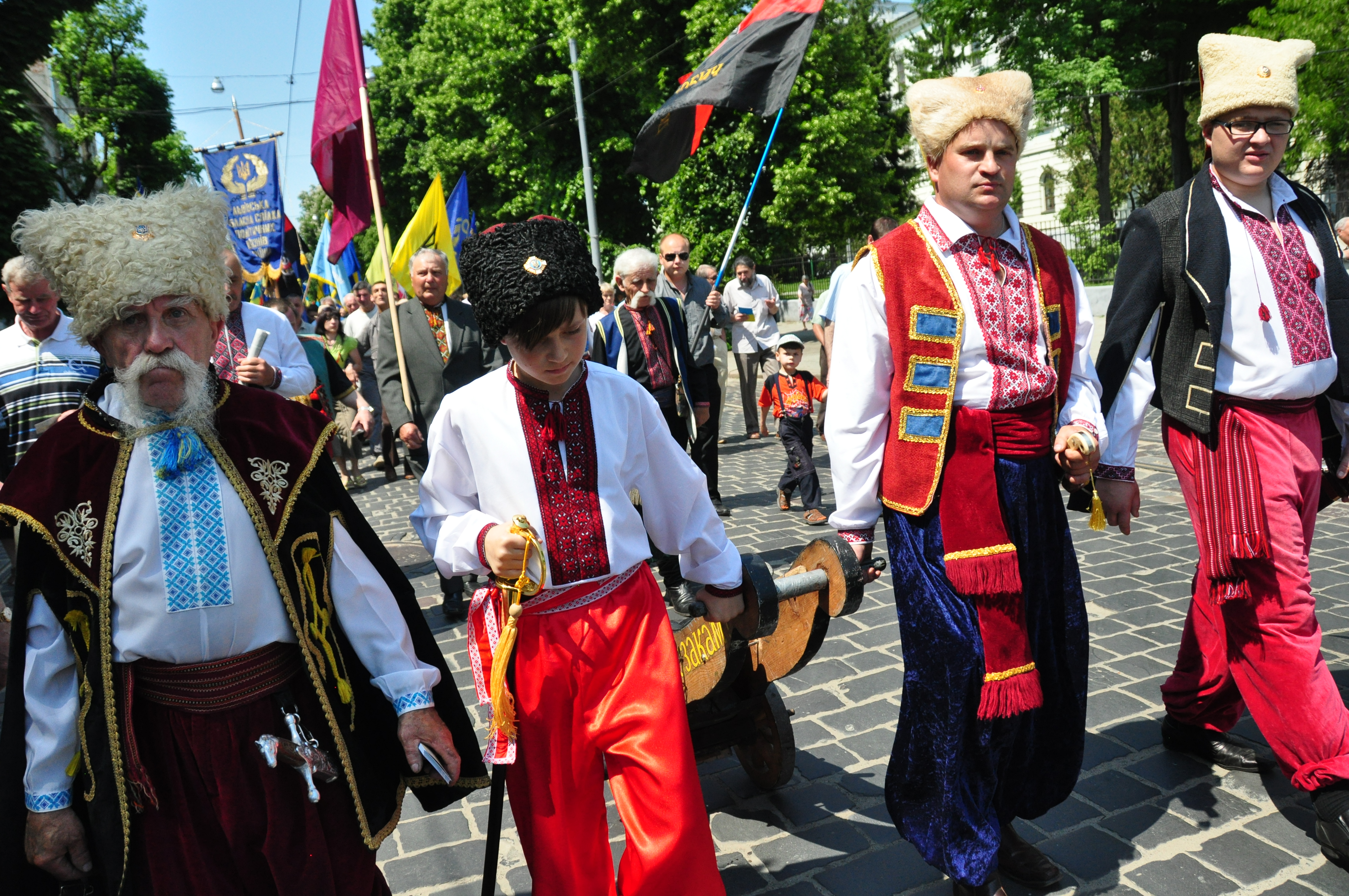
"Запорізькі козаки" з гарматою
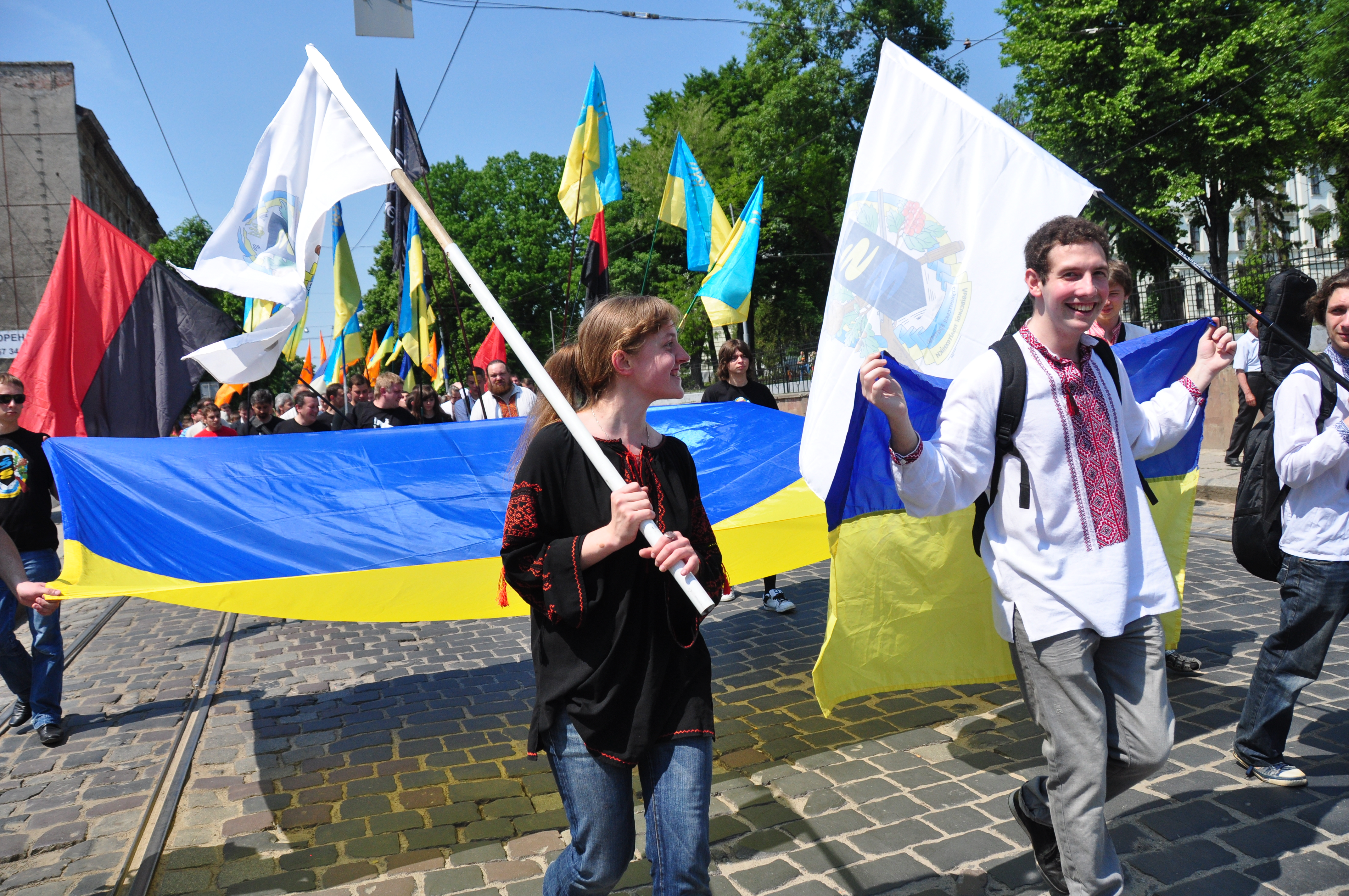
Представники Студентського братства
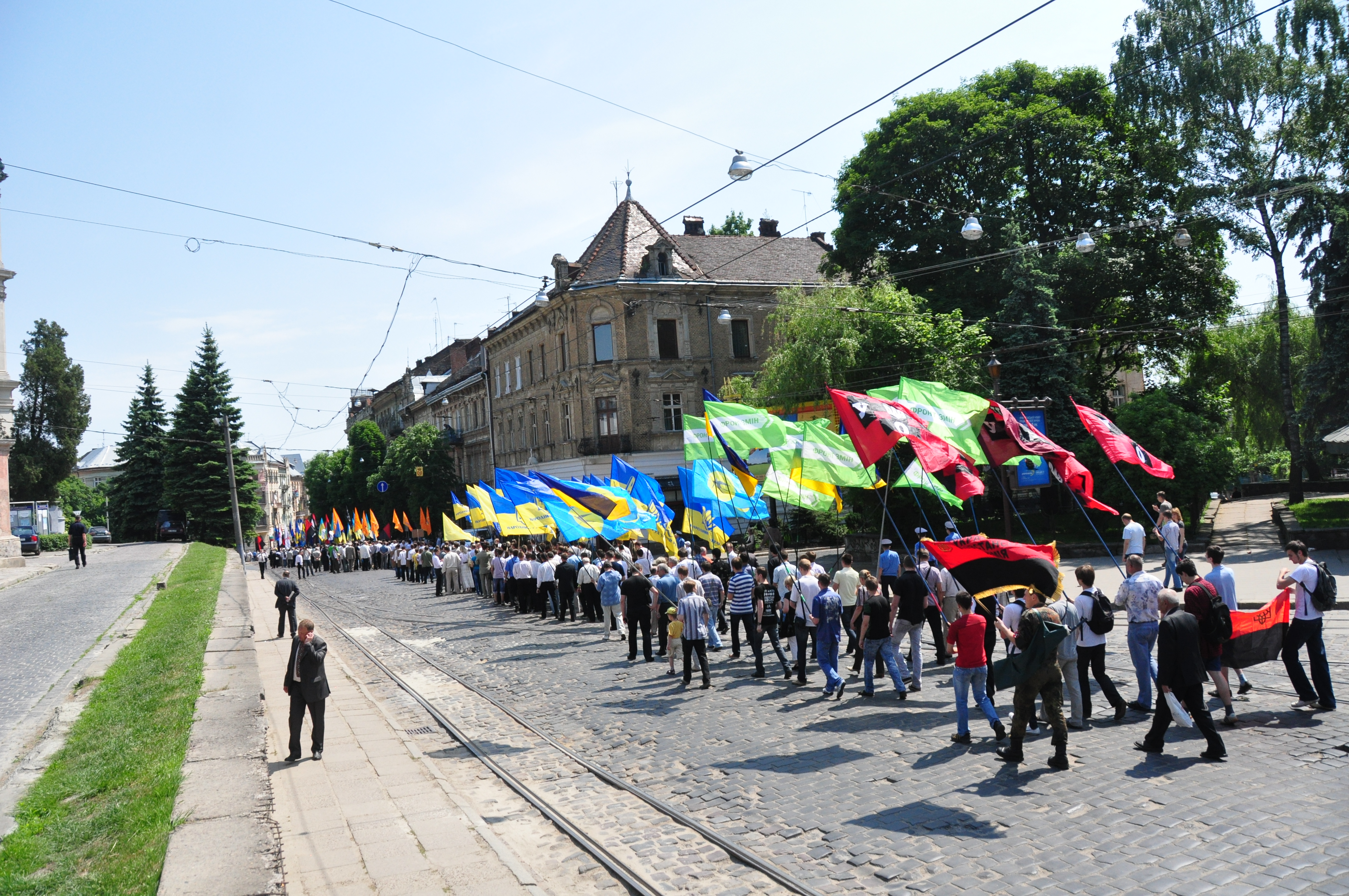
Колона демонстрантів